# Staatsschatz
Der Staatsschatz war ein Vorrat an barem Geld und Edelmetallen, insbesondere Gold, welcher von einem Staat für außergewöhnliche Bedürfnisse, vornehmlich zur Deckung der ersten großen Ausgaben vor Ausbruch und bei Beginn eines Kriegs, zurückgelegt und unter besonderer Verwaltung gehalten wurde.
Ein solcher Schatz wurde früher von Herrschern im dynastischen Interesse erhalten.
In Preußen, wo Friedrich Wilhelm I. einen ansehnlichen Staatsschatz bildete, mussten Etatsüberschüsse, sofern über dieselben nicht anderweitig durch Gesetz verfügt war, in den Staatsschatz abgeliefert werden, ohne dass für die Höhe eine Grenze gesetzt war.
1866 wurde, nachdem der vorhandene Schatz für Kriegszwecke verwandt worden war, ein neuer Staatsschatz im Betrag von 30 Mill. Talern gebildet. An dessen Stelle ist 1871 der Reichskriegsschatz getreten.

## Historische Begründung (Meyers)
Die volkswirtschaftlichen, teilweise aus merkantilistischen Überschätzungen des Geldes hervorgegangenen Bedenken, welche man früher gegen den Staatsschatz hegte, als werde durch denselben dem Verkehr produktives Kapital entzogen, halten nicht Stich gegenüber dem Bedürfnis, bei unvermutetem Ausbruch eines Kriegs auf eine bereite Summe rasch zurückgreifen zu können, ohne durch sofortige Ausschreibung von Kriegssteuern Misstrauen zu erregen oder sich der Gefahr auszusetzen, bei Auflegung einer Anleihen nicht die ganze gewünschte Summe zu erhalten oder dasselbe zu allzu niedrigem Kurs begeben zu müssen.
Wie viele andre Güter, welche für den Fall eines Bedürfnisses bereitgehalten werden müssen, ist der Staatsschatz, auch wenn er keine Zinsen trägt, keineswegs als totes Kapital zu betrachten, sobald er nur seinen Zweck erfüllt. Übrigens ist die Notwendigkeit der Ansammlung eines Staatsschatzes eine durchaus relative, indem sie durch die politische Stellung des Staats, Beschaffenheit des Staatsgebiets, Ausbildung des Kreditwesens etc. bedingt ist.

## Heutige Bedeutung
Der historische Begriff Staatsschatz wird heute nicht mehr verwendet, anstatt dessen ist vom Staatsvermögen die Rede.
Dieser Artikel basiert auf einem gemeinfreien Text aus Meyers Konversations-Lexikon, 4. Auflage von 1888 bis 1890.